# Nadia Hamza
Nadia Hamza (en àrab نادية حمزة Port Saïd, 1939) és una directora de cinema, productora i guionista egípcia. Abans de dirigir, Hamza va treballar com a guionista, assistent i productora. Es caracteritza per filmar pel·lícules amb protagonistes dones que discuteixen les seves aspiracions i experiències. Els seus personatges femenins estan representats com a guanyadores; també busca desafiar la mirada social sobre les dones que treballen. En 1994 va fundar la seva pròpia companyia productora, Seven Stars Studio, i va començar a col·laborar amb altres cineastes egipcis. Hamza considera que les directores es diferencien dels seus col·legues homes en la manera d'abordar els temes en les pel·lícules i en com sostenen i usen la càmera.

## Primers anys
Hamza va néixer a la ciutat de Port Saïd, al nord del Caire, en 1939. Va treballar com a periodista en la secció d'art del periòdic Al Goumhouriah quan la seva família es va traslladar a la capital. Després va aconseguir una ocupació en una revista popular egípcia, Al Kawakeb, la qual cosa la va portar a tenir connexions amb artistes, actors, productors i directors de cinema. Va prendre un curs d'escriptura de guions a l'Institut de Cinema i es va convertir en assistent del seu professor, Niazi Mustafa, qui també era director de cinema. Mustafa li va prometre que la contractaria en aquest lloc una vegada que acabés el curs i després van treballar junts en una obra.

## Carrera
Hamza va guanyar els seus primers salaris com a assistent del director i professor seu Niazi Mustafa en Saghira Ala Al Hobb (1966). El seu primer treball propi i el seu debut com a directora, Bahr al-awham (Mar de fantasia, 1984) va rebre bona crítica per part dels comentaristes d'Àfrica del Nord i Orient Mitjà. Hamza va començar a dirigir i produir una nova pel·lícula cada any: Al-Nisa (Dones, 1985); Nisa Khalfa al-qoudban (Dones darrere de les barreres, 1986); Hiq Imra’ah (La cobdícia d'una dona; 1987), A la-Mar’ah wa-I-qanoun (La dona i les lleis, 1988) i Imra’ah li-I-asaf (Ai, les dones, 1988). Més tard es va fer coneguda com una cineasta feminista que presentava a les dones com són, fora de la imatge popular dels melodrames.
La seva primera pel·lícula, Bahr al-awham, és sobre les dones que treballen com a prostitutes; mentre que Nisa Khalfa al-qoudban segueix la història de la filla d'una guàrdia de la presó que acaba sota supervisió després d'haver estat atrapada en la filmació d'una pel·lícula pornogràfica. Després d'haver fundat la seva pròpia productora, Hamza va col·laborar amb altres guionistes àrabs, com Inas Bakr o Noor El Din. El tema recurrent en les pel·lícules de Hamza és la representació de protagonistes del Nord d'Àfrica o d'Orient Mitjà que viuen en la pobresa i el dolor. Els seus personatges estan destinats a morir i fracassar, però quan la pel·lícula està per acabar, aconsegueixen redimir-se per les seves eleccions.

## Filmografia
Directora
- Bahr al-awham (1984)
- Al-Nisa (1985)
- Nisa Khalfa al-qoudban (1986)
- Hiq Imra’ah (1987)
- Al-Mar’ah wa-I-qanoun (1988)
- Imra’ah li-I-asaf (1988)
- Ma'araket Alnaqeeb Nadia (1990)
- Nesaa Sa'aleek (1991)
- Emra'a Wa Emra'a (1995)
- Wehyat Alby Wa Afraho (2000)

Assistent
- 'Saghira Ala Al Hobb (1966)